# 费利佩·穆尼奥斯
费利佩·穆尼奥斯·卡帕马斯（西班牙語：Felipe Muñoz Kapamas，1951年2月3日—），墨西哥前男子游泳运动员，擅长蛙泳。他曾获得1968年夏季奥林匹克运动会200米蛙泳比赛金牌。
自2008年起，他担任了墨西哥奥委会主席。